# Canalicle lacrimal
Els canalicles lacrimals són els petits canals de cada parpella (superior i inferior) que drenen el líquid lacrimal, des dels punts lacrimals fins al sac lacrimal. Forma part de l'aparell lacrimal que drena el líquid lacrimal des de la superfície de l'ull fins a la cavitat nasal.